# Гра престолів (роман)
«Гра престолів» (англ. A Game of Thrones) — перший роман з циклу «Пісня льоду й полум'я» американського письменника Джорджа Мартіна. Жанр – епічне фентезі з елементами жаху. Вперше твір був опублікований 1996 року видавництвом Bantam Spectra. Дія роману відбувається у вигаданому всесвіті. У центрі твору три основні сюжетні лінії — події, що передували початку династичних війн за владу над континентом Вестерос, який нагадує Європу часів Високого Середньовіччя; насувається загроза навали племен здичавілих і демонічної раси Інших; а також подорож дочки поваленого короля в спробах повернути Залізний трон. Оповідання ведеться від третьої особи, поперемінно з точки зору різних персонажів.
Роботу над романом автор розпочав у 1991 році, плануючи на той момент цикл як трилогію. Джордж Р. Р. Мартін, який тяжіє до написання великих за обсягом текстів, вирішив створити масштабне епічне фентезі в дусі «Володаря перснів», ґрунтуючись на історичних книгах і перевівши акценти від магії до реалізму. Особливе місце в «Грі престолів» він відвів геральдиці, лицарству, опису бенкетів і одягу. Книга була навіяна реальними історичними подіями, а герої циклу мали прототипи в середовищі європейських вельмож. Одна з основних ідей книги — думка про те, що смерть є неминучою істиною усього життя.
Роман отримав загальне визнання з боку критиків. Удостоєний премії «Локус» 1997 року як найкращий фантастичний роман і був номінований того ж року на премію Неб'юла та на «Всесвітню премію фентезі» (WFA). Новела «Кров дракона», що включає розділи з роману про Дейнеріс Таргаріен, виграла в 1997 році премію Г'юґо як найкраща новела. Через п'ятнадцять років після публікації роман досяг першого місця в списку бестселерів газети The New York Times. Оглядачі позитивно сприйняли сміливе порушення класичних канонів жанру та руйнування літературних стереотипів, опрацювання персонажів та захопливий сюжет. Загалом продано понад мільйон примірників книги. Роман екранізовано в рамках першого сезону телесеріалу «Гра престолів».

## Сюжет

### Всесвіт книги
Дія циклу розгортається у вигаданому світі. Основні події книги зосереджені на материку Вестерос, який за економікою, культурою і соціальним влаштуванням нагадує Європу часів Високого Середньовіччя, і частково на східному континенті під назвою Ессос, що відрізняється етнічним і географічним різноманіттям:146. Найвпливовіші родини Вестероса заведено називати Великими Домами. Приблизно за триста років до подій «Гри престолів» династія Таргарієнів, використовуючи трьох драконів, завоювала всі землі Вестероса від Стіни до південних берегів Дорна та створила єдину імперію. Рід Таргарієнів походить з давньої Валірії. Еєгон одружився зі своїми сестрами, і цієї традиції часто дотримувалися в їхньому роду. Династія стала згасати після загибелі останніх драконів. Божевілля Ейєріса II породило повстання, яке виявилось успішним.
Рід Баратеонів, як вважають, походить від побічної гілки Таргарієнів. Після повалення короля Шторму вони стали лордами Штормової Межі. Чорняві і сильні, Баратеони довгий час залишалися вірні правлячій династії. Причиною протиборства стала кохана Роберта Баратеона Ліанна Старк, яку викрав Рейєгар Таргарієн, син Ейєріса II. Роберт, бувши проводирем повстання, після перемоги зійшов на трон Семи королівств, але став нікчемним правителем. Світловолосі Ланістери були найбагатшим родом з усіх Великих Будинків. Вони управляють Західними Землями, а їхня фортеця — Скеля Кастерли. Главою сімейства є лорд Тайвін. Його старший син Джеймі, що служив у гвардії Ейєріса, убив колишнього короля, за що отримав прізвисько «Царевбивця».
Старки — незмінні лорди Півночі, рід яких не переривався протягом тисяч років:38. Згідно з легендою, їхній предок Брандон Будівельник спорудив Стіну. Оглядач «Світу фантастики» Дмитро Злотницький пише: «Вони холодні, як землі, якими правлять, тверді, як стіни їхнього родового замку Вінтерфелла, і небезпечні, як лютововки, що красуються на їхніх прапорах». Від інших Великих домів Старки відрізняються тим, що поклоняються Старим богам. Саме представники цього сімейства найширше представлені в сюжеті твору. Також Старків умовно можна назвати позитивними персонажами книги. Аррени, Хранителі Сходу, — один з найдавніших родів. До приходу Таргарієнів вони були королями Гори й Долини. Південніше Перешийка, в центральній частині Вестероса, розташовується Дім Таллі. Їхній замок Ріверан на перетині трьох річок Тризубця дозволяє контролювати торгівлю в регіоні. До Великих Домів також належать Тирели з Хайгардена, які також отримали свої землі від завойовників Таргарієнів, Мартелли з Дорну, що приєдналися до держави Таргарієнів добровільно, а також Грейджої, войовничий народ з Залізних Островів.

### Великі доми Вестеросу
- Дім Баратеонів
- Дім Старків
- Дім Ланістерів
- Дім Арренів
- Дім Таллі
- Дім Тирелів
- Дім Грейджоїв
- Дім Мартелів
- Дім Таргарієнів

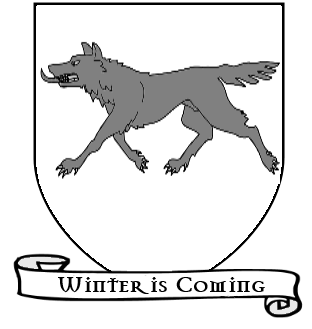
Дім Старків Зима близько
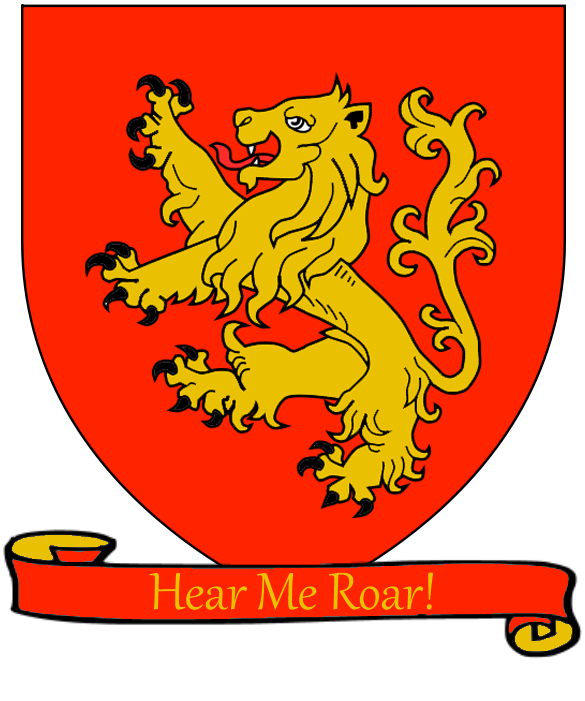
Дім Ланністерів Почуй мій рев
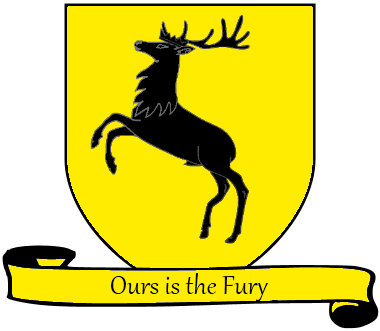
Дім Баратеонів Нам лють
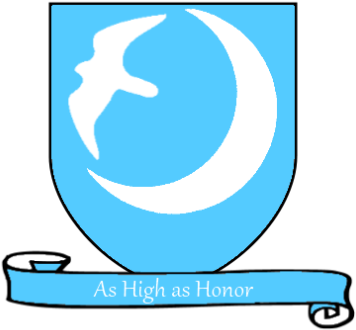
Дім Арренів Високий, як честь
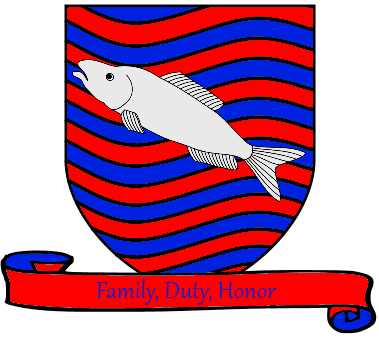
Дім Таллі Сім'я, обов'язок, честь
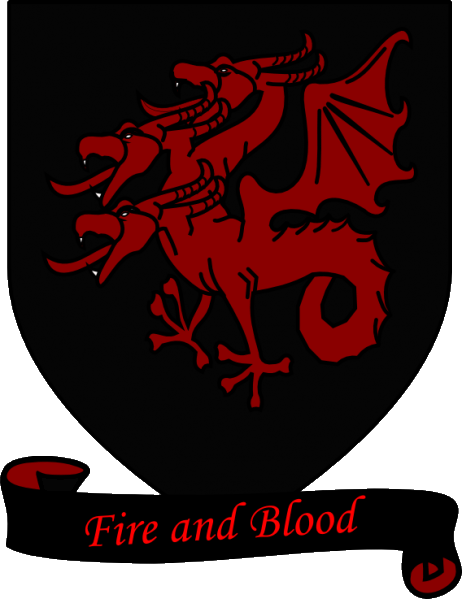
Дім Таргарієнів Полум'я і кров

### Стислий зміст
Світ Семи Королівств – це світ лицарів та вбивць, турнірів та битв, героїв та лицедіїв, інтриг та пригод, вічного холоду та вічного літа. Світ, в якому зникла магія та давно загинув останній дракон. 

Світ, єдність якого тримається на владі короля – Роберта Баратеона, котрий захопив престол, відібравши його у династії Таргарієнів із Валірії, що правила у Вестеросі майже триста років. Проте могутній воїн часто виявляється слабким королем. Після таємничої загибелі свого десниці (правої руки короля) – Джона Аррена, Роберт призначає на цей пост свого вірного товариша – Еддарда Старка – правителя Півночі. Старк змушений вирушити до столиці – Королівської Гавані, залишивши Вінтерфел (Вічнозим) на свого чотирнадцятирічного сина Роба. 

«Завдяки» підступам власного оточення, яким заправляє його дружина, королева Серсея Баратеон (Ланістер), Роберт гине на полюванні, а в країні спалахує жорстокий конфлікт: Старки, як найближчі союзники короля, виступають проти Ланістерів – Хранителів Заходу, що і не приховують своїх планів щодо вільного престолу. Свої амбіції стосовно трону мають також і два брати загиблого короля – Станніс та Ренлі.
Граючи в ігри престолів лорди Вестороса забувають про існування за океаном нащадків Таргарієнів – Вісериса Таргарієна та його сестри Дейєнеріс, що дивом врятувались після перемоги Роберта і тепер палають жагою помсти.
…Захоплені міжусобною війною, люди не звертають уваги на події, що розгортаються на далекій Півночі, за Стіною, де потрохи набирає сили нелюдь. До того ж, як гласить гасло Старків – «Зима близько…»

### Сім Королівств
Лорд Вінтерфелла і Хранитель Півночі Еддард (Нед) Старк здійснює смертну кару Гареда, дезертира з Нічного Дозору. Повертаючись з синами Роббом і Браном Старками, бастардом Джоном Сноу і вихованцем Теоном Грейджоєм, вони знаходять шістьох вовченят — чотирьох самців і двох самиць, що збігається з кількістю і статтю дітей лорда Старка — і вирішують забрати їх собі. Король Роберт Баратеон з дружиною і дітьми приїжджає у Вінтерфелл. Роберт і Нед, бувши давніми друзями, в минулому повстали проти Ейєріса II Божевільного, поваливши правлячу династію Таргарієнів. Король пропонує Неду, відомому своєю чесністю і непідкупністю, посаду правиці короля. Попередник Неда — Джон Аррен — помер за загадкових обставин. Також Роберт обіцяє заручити свого сина Джофрі з Сансою Старк, старшою дочкою Неда. У день полювання син Неда Бран забирається на стару вежу і стає випадковим свідком інцест королеви Серсеї та її брата Джеймі Ланістерів, за що той скидає його з вежі. Бран виживає, але його ноги сковує параліч. При цьому хлопчик не пам'ятає подій, що передували падінню, тому вважають, що Бран упав з вежі випадково.
Еддард Старк приймає пропозицію Роберта і забирає дочок до столиці Вестеросу — Королівської Гавані. Його дружина Кетлін залишається з синами — Браном, що лежить без свідомості, Ріконом і Робом. Останній на час від'їзду батька стає намісником Вінтерфелла. Джон Сноу вирушає на північ, на Стіну, щоб стати, як і брат Неда Старка Бенджен, братом Нічного Дозору, про що він давно мріяв. На Брана вчиняють замах, проте лютововк рятує і його, і Кетлін. Отямившись, Бран дає йому ім'я Літо. У своїх снах він бачив серце Білої Пустки, що знаходиться далеко на Півночі, і наближення зими. Оскільки кинджал вбивці був з валірійської сталі, то Кетлін вирушає до Гавані, щоб дізнатися, кому він належав. Петір Бейліш, знаний як Мізинець, її давній залицяльник, повідомляє, що це річ Тиріона Ланністера, брата королеви. Заручившись підтримкою лицарів з союзних домів, Кетлін бере карлика в полон і відвозить його до Лізи Аррен, своєї сестри, в Орлине Гніздо — гірську фортецю Сходу. Тиріон заперечує звинувачення у спробі вбивства Брана і вимагає суду поєдинком. Його честь захищає найманець Бронн, який спритністю перемагає неповороткого лицаря у важких обладунках. Тиріона і Бронна неохоче відпускають, і вони залишають Гніздо.
Прибувши до Королівської Гавані, Нед Старк потрапляє в гущавину придворних змов та інтриг. Поступово Нед з'ясовує, що принц Джофрі, принцеса Мірцелла і принц Томмен народжені королевою Серсеєю не від чоловіка, а від власного брата Джейме. Законних спадкоємців у Роберта немає, адже всі його діти народжені поза шлюбом. Під час таємної бесіди з Серсеєю Нед каже, що знає про її зв'язки з Джейме, і пропонує їй бігти разом з дітьми. Замість цього вона підмовляє свого кузена Ланселя, зброєносця Роберта, напоїти його під час полювання на вепра. Лорд Тайвін Ланністер, батько Серсеї та Джейме, таємним наказом надсилає Грігора Клігана з військами грабувати Річкові землі з метою виманити Старка і взяти його в полон для обміну на Тиріона. У відповідь на скарги річкових лордів Нед заочно засуджує Грігора Клігана на смерть і надсилає загін на чолі з Беріком Дондарріоном для здійснення страти.
Внаслідок підступів Серсеї Роберт зазнає смертельного поранення в сутичці з вепрами. Нед не встигає повідомити йому результати свого розслідування. Король підписує заповіт, в якому призначає Джофрі спадкоємцем, а Еддарда — лордом-протектором, після чого вмирає. Ренлі Баратеон, молодший брат короля, пропонує вночі здійснити переворот і взяти в полон дітей Роберта, але Еддард відкидає цю ідею. У тронному залі Серсея рве заповіт, та оголошує Джофрі королем, себе — його регентом, а Еддарда Старка — зрадником. Варта міста Золоті плащі разом з людьми Ланністерів вбивають людей Старка і влаштовують різанину в башті Десниці. Неда кидають у темницю, а Сансу беруть під домашній арешт. Арії, молодшій дочці Неда, вдається втекти із замку і сховатися в місті. Джофрі вінчають як короля Вестероса. Нед погоджується приєднатися до братів Нічного Дозору в обмін на безпеку Санси, але Джофрі наказує відрубати йому голову:94. Сір Ілін Пейн виконує вирок на сходах Великої Септи Бейєлора. Арія спостерігає за цим, але вербувальник Нічного Дозору Йорен забирає її й обіцяє повернути додому.
Дізнавшись про різанину в Королівській Гавані і про те, що намічається громадянська війна за престол, старший син Еддарда Робб Старк збирає військо та йде на південь. Намісником Вінтерфелла призначають Брана, який отямився, а його регентами — мейстера Лювіна і сіра Родріка Касселя. Незаконний арешт Тиріона загострює відносини в державі — між Ланністерами з одного боку та Старками і Таллі з іншого. У Ріверрані і Кручі Кастерлі починають збиратися війська. Для здійснення військових дій Робб погоджується на союз з домом Фреїв. Він здобуває перемогу в битві в Шопотливому Лісі над військами Джеймі Ланністера і бере його в полон:82, а пізніше знімає облогу з Ріверрана, фортеці Таллі. Після того, як Робб відмовляється від союзу з братами Роберта, Ренлі і Станнісом, у кожного з яких свої претензії на престол, лорди Півночі і Тризубця оголошують його Королем Півночі:52.

### Стіна
На північній межі королівства розташовується Стіна — величезний бар'єр з льоду і каменю заввишки сімсот футів, на якому несуть свою службу брати Нічного Дозору. Вони поклялись назавжди віддати себе своїй справі, відмовитися від титулів і роду, не мати дружин і дітей і до кінця своїх днів обороняти Стіну:21. Фактично братство захищає Сім Королівств від північних племен здичавілих, анархічної спільноти, що живе за власними законами в Зачарованому Лісі на північ від Стіни. У пролозі троє братів Нічного Дозору — сір Уеймар Ройс, Гаред і Вілл — переслідують здичавілих за Стіною, але стикаються з Іншими і двоє з них гинуть. Гаред втікає і перетинає Стіну, але його ловлять і Еддард Старк карає його смертю за дезертирство.
Джон Сноу, бастард лорда Старка, прибуває на Стіну. Він об'єднує новобранців проти суворого наставника рукопашного бою і захищає боягузливого, але добродушного Семвела Тарлі — новачка, якого не злюбили інші брати за його огрядність. У Дозорі є три класи братів — будівельники, які чинять Стіну і замки Дозору, стюарди, які облаштовують життя Варти, а також розвідники, які виконують різні завдання за Стіною. Джон, завдяки своїм бойовим навичкам, розраховує стати розвідником, але його визначають у стюарди лорда-командувача Нічним Дозором Джиора Мормонта. Сем, завдяки старанням Джона, стає стюардом і помічником мейстера Ейємона, який утримує бібліотеку і воронів.
Дядько Джона Бенджен Старк пропав понад шість місяців тому, вирушивши на пошуки тих братів, які загинули в пролозі. Джон і його вовк Привид знаходять двох мертвих людей із загону Бенджена. Їх привозять у Чорний замок, але вночі вони оживають. Один з них намагається вбити Мормонта, проте Джон знищує його вогнем. Коли Джон дізнається про смерть свого батька, він хоче дезертирувати, щоб допомогти Роббу в його поході, але друзі його наганяють і вмовляють повернутися. Зранку Мормонт просить Сноу дотримуватись клятви і повідомляє про плани великими силами вирушити на Північ, щоб все-таки знайти Бенджена — живого чи мертвого, і розібратися, що затіває Манс-нальотчик, «Король за Стіною» — лідер здичавілих і брат-втікач Нічного Дозору.

### Ессос
За Вузьким морем, на континенті Ессос, живуть врятовані Таргарієни, двадцятирічний Вісерис і його тринадцятирічна сестра Дейнеріс (Дені). Після довгих поневірянь з одного міста до іншого вони до початку книги перебувають у Пентосі, одному з Вільних Міст, у багатого магістра Ілліріо. Сподіваючись отримати велику армію і повернути династії владу над Вестеросом, Вісерис видає сестру за кхала Дрого — вождя кочівників-дотракійців:169, лідера наймогутнішого з кхаласарів (племен) у Ессосі. На весіллі, крім інших подарунків, Дейнеріс отримує три прикрашені коштовностями яйця драконів. До кхаласара приєднується супутник Таргарієнів Джорах Мормонт, лорд-втікач Ведмежого острова з півночі Вестероса. Дейнеріс вагітніє від кхала Дрого, її майбутній дитині передрікають велику долю. Але Вісерис не може домогтися виконання своїх вимог. У Вейєс Дотрак, столиці всіх дотракійців, він доходить до прямих погроз кхалу і його дружині, вимагаючи коронації. Тоді Дрого розплавляє золото і виливає його на Вісериса, від чого той гине.
Пізніше купець вчиняє замах на Дені — дарує їй бочечку отруєного вина. Але його обман розкривається завдяки Джораху:166. Під час південного походу на землі лхазарян, або «ягнячого народу», Дейнеріс рятує цілительку. У цьому набігу Дрого серйозно ранять, і він знаходиться при смерті. Цілителька обіцяє врятувати Дрого, кажучи, що за життя доведеться заплатити смертю. Дейнеріс погоджується, Дрого не вмирає, але залишається у вегетативному стані. Через проведений ритуал у Дені гине ненароджена дитина. Кхаласар розпадається на безліч дрібних груп. З Дені залишається лише невелика група вірних людей, зокрема Джорах. Дейнеріс спалює Дрого і цілительку в похоронному багатті, після чого сама входить у вогонь. Коли полум'я гасне, кхаласар виявляє живу Дені в оточенні трьох драконів, що вилупилися з подарованих їй яєць.

## Створення

### Написання

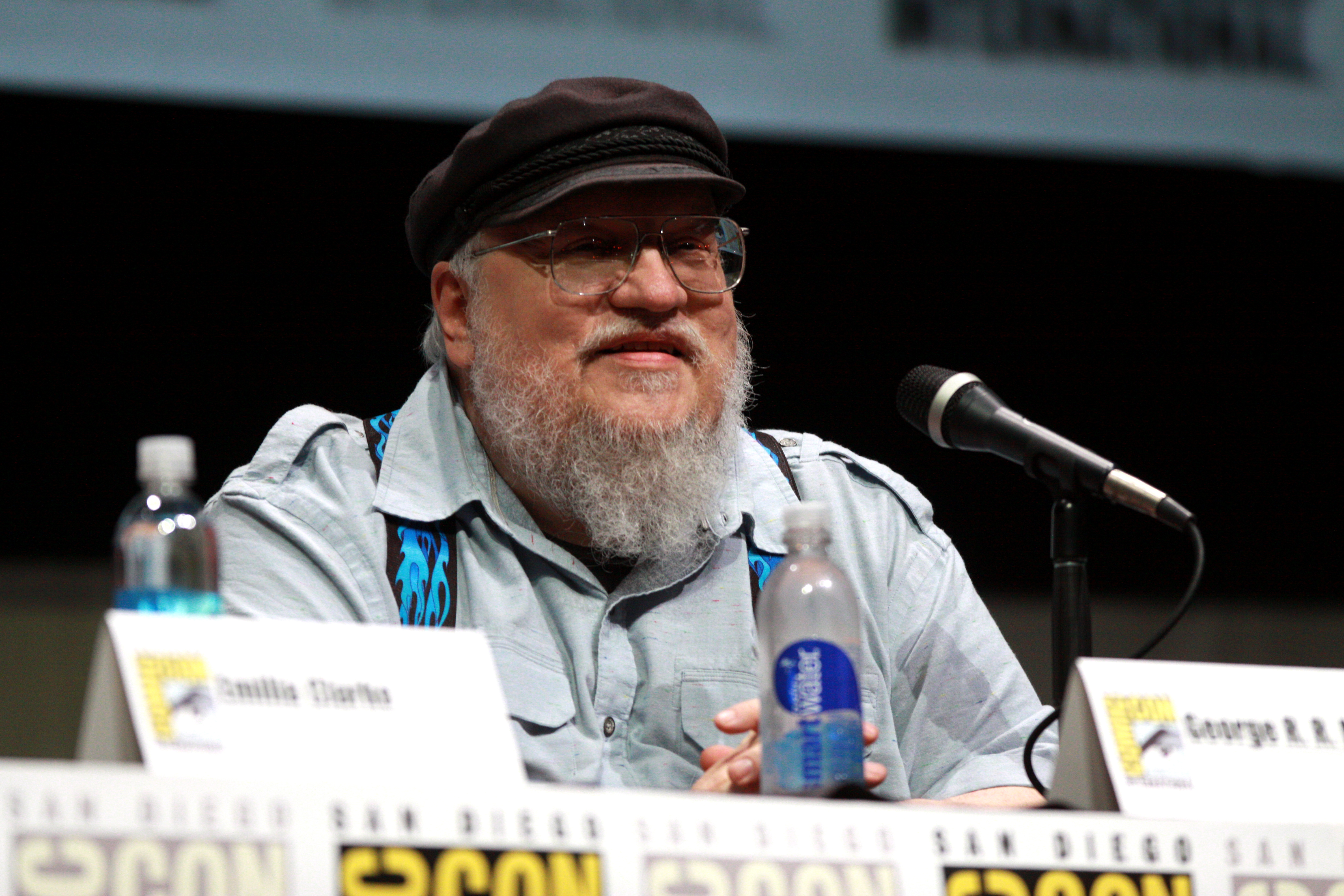
Письменника надихав успіх екранізації «Володаря перснів», проте будь-яка книга Мартіна перевищувала кожен том Толкіна втричі, а фільмів з циклу знадобилося б «не три, а двадцять»

У 1980-х роках Джордж Мартін займався написанням сценаріїв у Голлівуді, але роботу свою не любив через неможливість писати твори великого обсягу. «З перших же сценаріїв мені твердили: „Це чудово, але занадто довго, занадто багато літер…“ Мені доводилося їх скорочувати, тому, повернувшись до книг, я сказав собі: „Більше не буду піклуватися ні про що в цьому дусі…“ Я хотів тисячі персонажів, масштабні битви, прекрасні замки і анфілади — все те, що я не міг дозволити собі на телебаченні». Вирішивши повернутися у велику літературу, своєму редакторові письменник відправив три заявки на майбутні роботи — наукову фантастику, хоррор і фентезі. Остання з них була схвалена, як більш продавана. Роботу над романом автор розпочав улітку 1991 року у місті Санта-Фе. У цей період Мартін витрачав багато часу на нереалізовані проєкти, і якщо б не фіаско серіалу «Портали», то так би й не взявся за цикл «Пісня Льоду і Полум'я». Спочатку Джордж припускав, що серія міститиме тільки три книги, але з часом зрозумів, що доведеться написати шість романів, а потім число запланованих книг зросло до семи.
Початковий проблиск історії полягав у спонтанному баченні, в якому хлопчик на ім'я Бран стає свідком знеголовлювання, а потім знаходить у снігу вовченят, і перший розділ, який автор набрав, був саме про те, як Старки знаходять цуценят лютововка. У той момент автор працював над романом «Авалон». Розпочинаючи «Гру престолів», письменник не знав, чи це оповідання чи щось більше. Пізніше він прийняв важливе рішення вести розповідь від кількох персонажів. Закінчивши другий розділ і написавши близько ста сторінок, автор був змушений відкласти роботу через зайнятість сценаріями. У певний момент після тривалого опису сюжету письменник зрозумів, що треба зупинитися і опрацювати світ та його історію — намалювати карти, генеалогічні дерева, позначити королів з роками правління та їхніми прізвиськами. Спочатку Мартін визначив порядок розділів, пізніше прописував історію кожного персонажа, потім розбивав її на частини, а після перетасовував їх, щоб отримати оптимальне розташування всередині роману і досягти максимального напруження. Іноді, щоб не заплутатися в деталях, автор записував деталі оповідання в списках і діаграмах, хоча здебільшого намагався все запам'ятовувати. Своєрідною традицією Мартіна стало використання «одноразових» героїв для прологу і епілогу. Він розглядав і іншу можливу структуру роману, за якої між главами минали місяці, а не дні, що, на його погляд, кардинально змінило б книгу і дозволило б вирішити низку проблем. Перший варіант рукопису склав 1088 сторінок без додатків, хоча спочатку автор хотів вмістити всі події у 800 сторінках. Згодом 300 сторінок письменник перемістив у другий роман — «Битву королів».

### Персонажі
Роман представлений від імені дев'яти героїв. Улюблений персонаж Мартіна — Тиріон. Привабливим роблять його дотепність і неоднозначність. Найбільш складно автору давався Бран, оскільки він був наймолодшим з головних героїв і фактично єдиним, хто володіє магічними здібностями. Історія Дейнеріс від самого початку повинна була розвиватися на іншому континенті. Письменник зобразив карту Вестероса і вирішив розвивати дію з цим персонажем за межами цієї карти, порівнюючи отримуваний ефект з уявним введенням розділу про Фарамира відразу після дня народження Більбо у «Володарі перснів», що відразу дало б читачеві інше уявлення про масштаби оповіді. Смерть головних героїв частково була натхненна загибеллю Гендальфа в «Братстві Персня» і Фродо в «Двох вежах» з тією різницею, що персонажі Мартіна зазвичай не воскресають. Автору було важко вбивати своїх героїв, оскільки він ставився до них як до дітей, хоча деякі з них, такі як Еддард Старк, «були відзначені смертю від самого початку». Сцену смерті Еддарда написано 1994 року. Автор казав: «Валар моргуліс. Всі смертні повинні померти. Смерть неминуча істина життя… і всіх історій теж». Своїм твором автор хотів посперечатися з твердженням Толкіна, що хороший чоловік, такий, як Араґорн, повинен стати хорошим королем. Нед, як моральний компас оповідання, захисник, який об'єднує інших, «зметений з дошки», що робить оповідь більш тривожною. Письменник не хотів убивати його занадто швидко — він дав читачам час прив'язатися до нього, щоб ця втрата стала ударом:99.
На ведення оповідання від імені різних героїв Мартіна надихнув його досвід роботи журналістом. Бувши молодим студентом, Джордж, переборюючи сором'язливість, спілкувався з очевидцями різних пригод, багато з яких не бажали відповідати на поставлені запитання. Цей досвід посприяв погляду на одну подію з різних точок зору. Деякий час Мартін сумнівався, чи варто включати в розповідь драконів. Він роздумував, чи повинні вони бути живими, чи залишатися лише символами:176 здібностей до пірокінезу. Приятелька письменника Філліс Ейзенштейн переконала його в тому, що поява драконів — правильне рішення. Першою сценою роману, яка «чіпляє», автор вважав падіння Брана. І Джеймі, і Серсея виглядають огидними в цьому моменті книги. Однак фактично Джеймі здійснює важкий вибір — через спробу вбивства чужої дитини він хотів врятувати власних дітей. Серсею автор порівнював з леді Макбет. Вона щиро любить своїх дітей, але у неї соціопатичний погляд на світ і цивілізацію. Попри те, що спочатку Ланністери виглядають «чорніше чорного», поступово читач починає розуміти мотиви, які ними рухають. Це, в свою чергу, викликає надію, що з часом вони зміняться на краще:72. Автор вважав, що його герої досить життєздатні, щоб читачі могли ідентифікувати себе з одними з них, і відчувати негативні емоції до інших.

### Стилістичні особливості та авторські плани

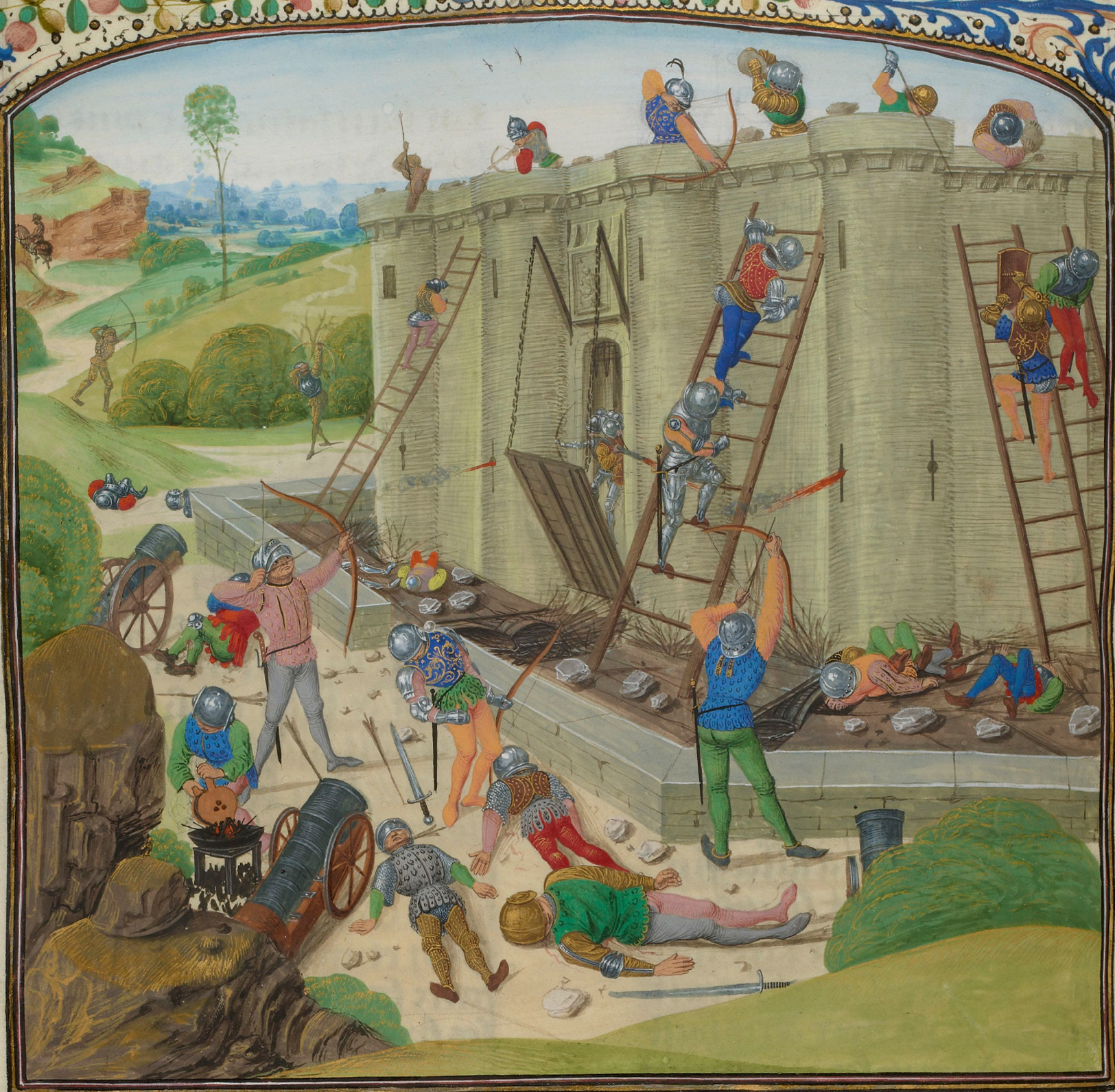
Хроніки Фруассара, поряд з іншими книгами, формували всесвіт циклу

За словами письменника, ідея «Гри престолів» «прийшла з нізвідки». Ґрунтуючись на дитячих спогадах про творчість Толкіна, автор хотів написати масштабне епічне фентезі. Особливе місце в романі відведено геральдиці. Чимало тексту присвячено опису їжі. На думку автора, епізоди оживляють і пейзажі, і звуки, і запахи. Під час битви, постільної сцени і на званому бенкеті діють однакові прийоми. Чимало часу Мартін витратив на опис тих страв, які їдять його герої. Як зазначає сам Мартін, «Цей фон додає сценам текстури, робить їх яскравими і психологічно достовірними… Враження, одержувані через почуття, що проникають глибоко в самі основи нашого свідомості, куди навряд чи можна дістатися, викладаючи сюжет суто інтелектуально». Дитячі спогади про суворі зими Дюб'юку знайшли своє відбиття в романі.
Мартін намагався бути чесним перед читачем, тому, показуючи війну, описував загибель зокрема і позитивних героїв, тому що «навіть хороші люди, яких люблять, вмирають». Середньовіччя, час контрастів, посприяло віддзеркаленню концепції лицарства, яка породила жорстокі війни. Те саме стосується і сексуальності. Лицарський культ прекрасної дами з присвяченими їй віршами та перемогами на турнірах сусідив з масовими зґвалтуваннями після битв. Прикладом цього була Столітня війна. Сексуальність — прекрасний мотиватор, який зовсім відсутній у творчості Толкіна. Письменник вважав, що фентезі як жанр, нехай і спирається на уяву, повинен віддзеркалювати реалії світу, в якому ми живемо. У відповідь на критику постільних сцен Мартін відповідав, що якщо він винен у недоречному сексі, то винен і в «недоречній жорстокості, недоречних бенкетах, недоречному описі одягу і недоречній геральдиці», адже всі ці деталі нічого не дають для розвитку сюжету. За обсягом роман вийшов найкоротшим порівняно з наступними частинами циклу. Прийом частого повторення якихось улюблених фраз був запозичений у Стівена Кінга.

2015 року видавництво HarperCollins у своєму новому офісі в Лондоні виставили на огляд лист Джорджа Мартіна до свого літературного агента Ральфа Вічінанце, датований жовтнем 1993 року. У цьому листі Мартін в подробицях розкриває концепцію і події «Пісні Льоду і Полум'я». Фотографії листа викладено в Інтернет, і, попри спробу їх видалити, фанатське співтовариство встигло зробити з них копії. Достовірність написаного підтвердив видавець. Тільки останній абзац був закреслений чорним фломастером. До листа письменник докладав перші тринадцять глав: 
|  | Грубо кажучи, прикладені перші глави дають початок трьом основним конфліктам, які визначать головні сюжетні лінії трилогії, що переплітаються в складне, але чудове (як я сподіваюся) полотно. Кожен з конфліктів призведе до руйнівної загрози для долі моїх вигаданих Семи Королівств і життів моїх головних героїв. Перша загроза виникне через ворожнечу між великими домами Ланністерів і Старків, яка виллється в змову, контрзмову, честолюбні прагнення, вбивство і помсту, а головною нагородою виявиться Залізний трон Семи Королівств. Такий кістяк першої книги трилогії, «Гра престолів». |

Як другу і третю загрози автор планував вторгнення дотракійців на чолі з Дейнеріс і прихід Інших, крижаних демонів з далекої Півночі, чиї сюжетні лінії повинні були розкриватися відповідно в «Танці драконів» і «Вітрах зими». Щоб збільшити напруженість, письменник хотів викликати в читачів відчуття, що від смерті ніхто не застрахований, навіть головний герой. До п'яти основних персонажів Мартін відносив Тиріона, Дейнеріс, Арію, Брана і Джона Сноу. Спочатку передбачалося, що Нед і Кейтлін помруть, Санса вийде заміж за Джофрі і у вирішальний момент відмовиться допомагати родині, Тиріон закохається в Арію, Бран зможе користуватися магією, а Дейнеріс вб'є Дрого, бажаючи помститися за свого покійного брата.

### Історичні прототипи
Під час написання «Гри престолів» Мартін часто звертався до історичних книг, застосовуючи метод «повного занурення». Коли письменник описував ту чи іншу подію, він намагався дізнатися про неї якомога більше, але й не намагався втиснути всі отримані відомості в роман. Серед історичних книг Джордж виділяв такі роботи: «Середньовічний солдат» Джеррі Емблтона і Джона Хоу, «Далеке дзеркало» Барбари Такман, «Середньовічне фехтування» Джона Клементса, збірник «Середньовічні війни» Девіда Ніколя, «Великі міста давнього світу» Л. Спрега де Кемпа, Хроніки Фруассара та багато інших. Він черпав натхнення з англійської, французької та шотландської історії, оскільки вона повсюдно задокументована англійською мовою. Ідея Таргарієнів у вигнанні виникла як алюзія на Стюартів — династію, яка намагалася повернути собі англійський трон упродовж кількох поколінь:161.
Історичним прототипом Стіни є Адріанів вал, оборонна споруда римлян, збудоване для відбиття атак піктів і брігантів. 1981 року автор вирушив до Великої Британії, до письменниці Лізи Таттл. У Шотландії, піднявшись на вершину валу, він спробував уявити, як тут було римському легіонерові в першому або другому столітті після Різдва Христового. Для римлян вал являв собою кордон цивілізації, своєрідний край світу. «Я багато пережив там, дивлячись на північ, і просто звернувся до цих переживань, коли почав писати „Гру престолів“… Однак фентезі потребує певної гри уяви — я не міг просто взяти і описати вал Адріана. Він по-своєму вражає, але в ньому лише десять футів висоти, і побудований він із землі і каменю». Мартін зрозумів, що для фентезі-історії потрібні значніші споруди, тому описав Стіну грандіозніше. Письменник уявляв, як із заростей може з'явитися невідомий ворог:8—9 або монстр. Вал був свого роду бар'єром від темних сил. В дійсності ж із лісу могли вийти тільки шотландці, і Мартін вирішив, що варто придумати щось цікавіше, а саму стіну зробити вищою:8—9. Братство Нічного Дозору за своїми функціями нагадує орден тамплієрів — лицарів, що охороняють спокій громадян і шанують обітниці безшлюбності і некористолюбства.

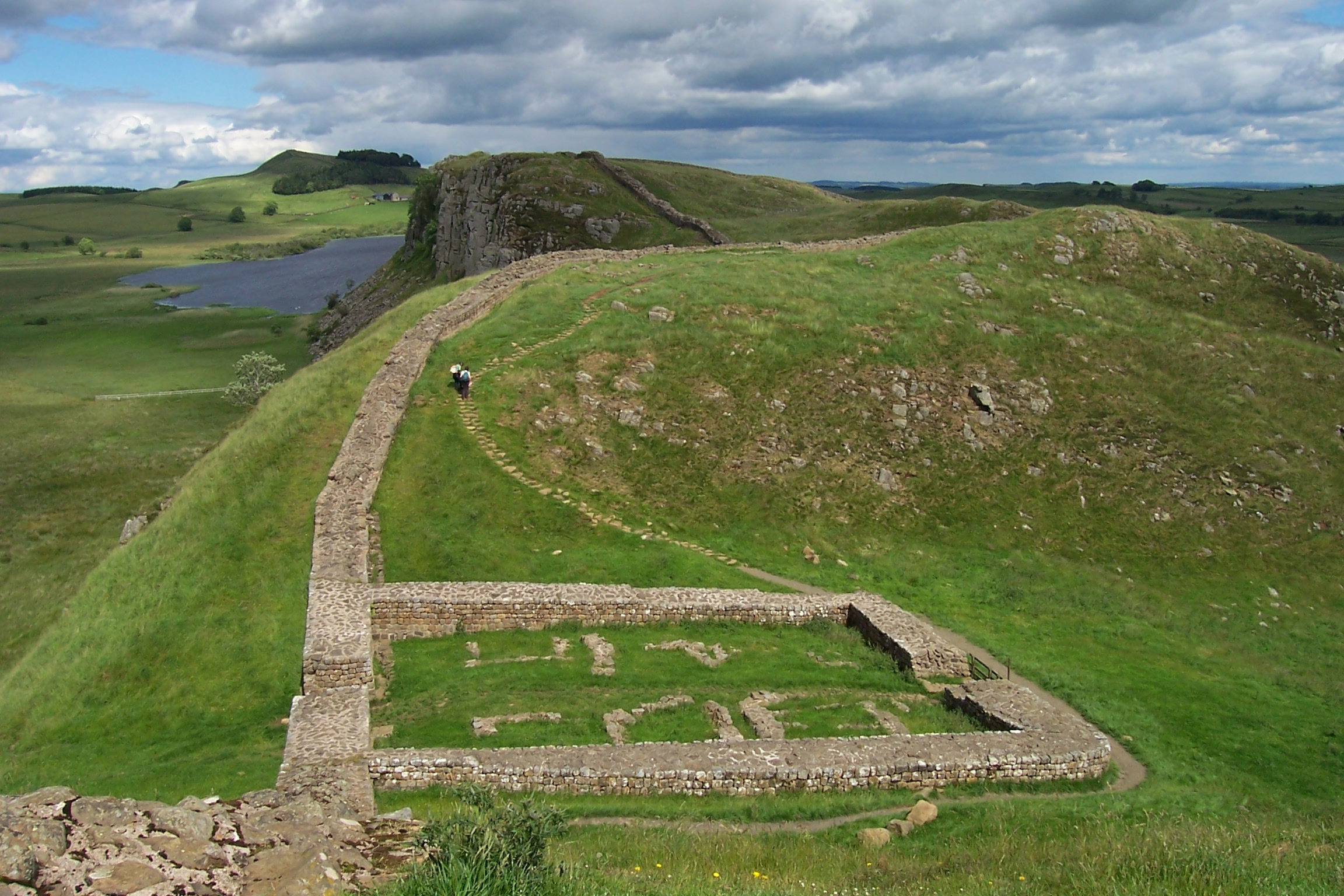
Адріанів вал надихнув письменника на опис Стіни, величезної споруди, що тягнеться від східного до західного кордону Вестероса

Кхаласар Дрого ґрунтується на описах багатьох давніх кочовиків. Збірний образ дотракійців сходить до гунів і монголів, аварів і угорців. Також в них присутні риси рівнинних племен американських індіанців і деякі фентезійні елементи. Вони шанують доблесть, зневажають смерть і біль, а також сусідні народи. Легкі переносні житла, проста їжа, культ коня відсилають до звичаїв тюрків і монголів. Меч аракх з внутрішнім заточенням по суті є копією єгипетського меча хопеш з закругленішим лезом. Заплетене в косу волосся воїнів — данина кочовикам сяньбі, дунху і маньчжурам. За одним із припущень, прообразом кхала Дрого імовірно був Єсугей — батько Чингісхана. Повноцінно дотракійська мова в романі не звучала — згадувалися лише окремі слова та імена.
Тиріон Ланністер, красномовний карлик, багато в чому списаний з самого Мартіна, а також Річарда III. Рід Ланністерів, на думку деяких дослідників, був натхненний підступним і властолюбним сімейством Борджіа, щодо яких ходили чутки про кровозмісні зв'язки; інші критики вказують на паралелі в історії Серсеї та Джофрі з реальною історією Маргарити Анжуйської та її сина Едуарда Вестмінстерського. В цілому схожість сюжету «Пісні Льоду й Полум'я» з історією Війни Червоної і Білої троянди відзначають багато джерел. Смерть Роберта Баратеона, що спричинила конфлікт багатьох спадкоємців, безпосередньо відсилає до подій війни троянд. Дослідники проводили паралель між стратою Еддарда Старка і зникненням його брата Бенджена і стратою Річарда Плантагенета, 3-го герцога Йоркського, а також загибеллю його дядька в бою. На голову Річарда наділи паперову корону і виставили на потіху; Старк у романі також був обезголовлений. Мартін підтвердив вплив на образ Кейтлін Старк королеви Алеонори Аквітанської. Дослідники творчості письменника вважають також, що Джон Сноу нагадує франкського мажордома Карла Мартела. Можливі прототипи в романі є не тільки у людей, але й у тварин. Так, існує думка, що прообразом лютоволків, згаданих у творі, можливо, був вовк жахливий (лат. Canis dirus) — вид тварин, що жив у епоху плейстоцену на території Північної Америки. Описуючи тронний зал Червоного замку, в якому стояв Залізний трон, скований з тисячі мечів, письменник уявляв собі величезні приміщення, такі як Собор святого Павла і Вестмінстерське абатство.

### Публікація
«Гра престолів» стала першою книгою циклу «Пісня Льоду й Полум'я», до якого також належать «Битва королів», «Буря мечів», «Бенкет круків», «Танок драконів», «Вітри зими» та «Мрія про весну». Спочатку в журналі Asimov's Science Fiction з'явилася автономна повість про Дейнеріс під назвою «Кров дракона» (англ. Blood of the Dragon), яка пізніше увійшла до складу роману. До появи основної книги видавництво HarperCollins також випустило брошуру з першими главами роману і похвалами Роберта Джордана, Раймонда Фейста і Енн Маккефрі. Пред'явникові обіцялося придбання «Гри престолів» зі знижкою. Повну версію твору опублікувало видавництво Bantam у травні 1996 року, хоча в самій книзі стояла вказівка на вересень, тиражем у кілька тисяч примірників; деякі джерела наводять альтернативну дату виходу книги — 6 серпня. Книга вирізнялася срібним тисненням і зображенням Залізного трону на обкладинці з фольги в друкарській обробці. Примірники цього видання стали досить цінними. На початку нульових його продавали за ціною від 200 до 600 доларів в залежності від збереження. Дата виходу видання HarperCollins/Voyager у Великій Британії формально передує даті публікації Bantam, але американське видання було надруковано до британського, щоб копії встигли дійти до книгарень, тому «істинно першим» романом Мартін вважав версію Bantam. Оскільки британське видання вийшло невеликим накладом — лише півтори тисячі копій, то його вартість коливається від 800 до 1500 доларів за примірник. Значна частина цього видання розійшлася по бібліотеках. Підписані екземпляри коштують на порядок дорожче.
Спочатку Bantam Press планувало використовувати традиційну фентезійну обкладинку, на якій був зображений вершник зі списом і прапором, а також жінка, яка на нього чекає, на тлі замку. З такою ілюстрацією роман з'явився в попередньому американському, а пізніше — у швейцарському виданнях. Пізніше з'явилася версія SF Book Club, менша за розміром, яка використовувала обкладинку від Bantam з сірим тлом. На EBay за неї просили 50 доларів, хоча номінальна ціна була нижчою вчетверо. Обмежену серію роману видав дім Meisha Merlin у 2001 році. Обкладинку для неї створювали ілюстратори Джеффрі Джонс і Чарлз Кіган. У число тиражу увійшов 51 примірник з тисненим заголовком і 448 пронумерованих копій від a до zz. Письменник підписав усі екземпляри. Мартін називав цю версію найкрасивішим виданням, яке може принести справжнє задоволення колекціонерам. Meisha Merlin/Subterranean Press також випускали комплект з перших чотирьох книжок серії. У червні 2002 року Bantam випустило друге видання «Гри престолів» у твердій палітурці. У м'якій обкладинці Стів Юо зобразив Джона Сноу і Примари на тлі палаючого замку. Зі сторінок про авторське право не було вилучено вказівку на перше видання, що могло ввести читачів в оману, оскільки ця варіація першою не є.
Під час рекламного туру книги Мартін відвідав Кентуккі. На зустріч у магазині Joseph-Beth Booksellers на нього чекало близько 400 осіб. Пізніше він вирушив до Сент-Луїса. У цей час у сусідньому місті проходив конвент за участю Рея Бредбері та Гаррі Гаррісона, і, коли Мартін прийшов у книжковий магазин, поєднаний з кафе, то виявив там чотирьох відвідувачів і менеджера. Після того, як його представили, всі гості покинули магазин. «Ось так мені довелося роздавати автографи мінус чотирьом людям», — посміхався Джордж. Перші видання книги, за словами автора, непогано розкуповувалися, але продажі все ж не відповідали покладеним очікуванням. Мартін вважав, що в цьому була винна ілюстрація з обкладинки — її зміна на фентезійнішу різко збільшила попит на роман. Подарункове видання в твердій обкладинці у фінансовому плані «було розчаруванням». Кількість читачів різко зросла з появою однойменного серіалу. Станом на 2011 рік книга витримала 34 перевидання, а продажі перевищили позначку 1 мільйон примірників.
Автора часто запитували, коли роман з'явиться у форматі аудіокниги. Вперше в подібному варіанті він вийшов близько 2000 року — це була скорочена дев'ятигодинна версія «Гри престолів», якою Мартін був украй незадоволений. 9 грудня 2003 року видавець Random House Audio випустив твір тривалістю 33 години 50 хвилин. Текст читав Рой Дотріс, з яким Мартін працював упродовж трьох років у телесеріалі «Красуня та чудовисько». «Я й помислити не міг, що віддам перевагу комусь іншому на цю роль», — зізнавався письменник. Роман доступний також у Scribd і iTunes Store. Ювілейне видання книги з'явилося у продажу 18 жовтня 2016 року і було видано Bantam Spectra. Воно містило 73 чорно-білі ілюстрації і вісім повнокольорових. Над ювілейним виданням працювали багато художників — Марк Сімонетті, Гері Джанні, Віктор Морено, Майкл Комарк, Тед Несміт та інші. До двадцятиріччя роману в сервісі iBooks вийшла інтерактивна електронна книга A Game of Thrones: Enhanced Edition, що містить додатковий контент у вигляді інтерактивних карт, анотацій персонажів, родинних дерев, аудіороликів, а також уривок з «Вітрів зими».
Станом на квітень 2015 року книгу переклали сорока п'ятьма мовами.

## Критика
Amazon

 Goodreads

 LibraryThing

 Shelfari

 WeRead

 Livelib

### Номінації та нагороди
| Рік  | Премія                          | Категорія                 | Лауреати        | Результати |
| ---- | ------------------------------- | ------------------------- | --------------- | ---------- |
| 1997 | Г'юго                           | Повість                   | «Кров дракона»  | Перемога   |
| 1997 | Всесвітня премія фентезі        | Повість                   | «Кров дракона»  | Номінація  |
| 1997 | Неб'юла                         | Повість                   | «Кров дракона»  | Номінація  |
| 1997 | Премія читачів журналу «Азімов» | Повість                   | «Кров дракона»  | Номінація  |
| 1997 | Локус                           | Фентезійний роман         | «Гра престолів» | Перемога   |
| 1997 | Всесвітня премія фентезі        | Роман                     | «Гра престолів» | Номінація  |
| 1997 | Х'юго                           | Роман                     | «Гра престолів» | Номінація  |
| 2002 | Ігнотус (Іспанія)               | Найкращий іноземний роман | «Гра престолів» | Перемога   |
| 2002 | Ігнотус (Іспанія)               | Найкраща ілюстрація       | «Гра престолів» | Перемога   |

### Відгуки
Роман стартував з 25-го місця в списку бестселерів Нью-Йорк Таймс 2 січня 2011 року і досяг 1-го до 10 липня. Книга очолювала також аналогічний рейтинг Publishers Weekly в категорії фентезі і журналу Locus в категорії книг у м'якій обкладинці. За підсумками голосування, організованого німецьким журналом Alien Contact, роман до січня 2001 року в сотні найкращих фентезійних і науково-фантастичних книг посідав друге місце, віддавши першість «Володареві перснів». У голосуванні взяли участь три тисячі осіб. Літературні критики відзначили зразковість історичної спрямованості фентезі, достаток персонажів і складність їх опрацювання, насиченість тексту подіями та інтригами, сміливе руйнування літературних стереотипів і незвичний для жанру реалізм. Всесвіт роману не схожий на стандартні світи жанру, в якому всі проблеми вирішуються заклинанням. Попри достатню кількість битв і сутичок, вони не нагадують благородні поєдинки. Магія в романі практично відсутня і представлена винятково Іншими та драконами, останні з яких з'являються ближче до фіналу роману, що лише підкреслює захід епохи легенд і героїв. Формально історія циклу зосереджується на людях, які борються з якимись зловісними силами, що загрожують людству. Світ Семи Королівств сприймається як правдоподібний, «зримий і відчутний».
Деякі автори відзначали низку письменницьких недоробок, які все ж не применшують переваг історії Семи Королівств, оскільки книгу варто сприймати і оцінювати з точки зору жанру. Наприклад, на думку автора журналу «Світ фантастики» Дмитра Злотницького, вимирання драконів повинне було привести до внутрішніх воєн і розпаду Семи Королівств, тоді як лицарі не займалися практично нічим, крім турнірів; роль церкви і релігії у книгах оглядач вважає нікчемною порівняно з реальним Середньовіччям, а віротерпимість в Семи Королівствах швидше нагадувала сучасну йому Америку, а не середньовічну Європу. Величезні вікна замків, з одного з яких падає Бран, також неправдоподібні — на думку Злотницького, насправді вони більше нагадували бійниці. Деяких оглядачів дратували дрібні недоліки історії та використання автором літературних анахронізмів.

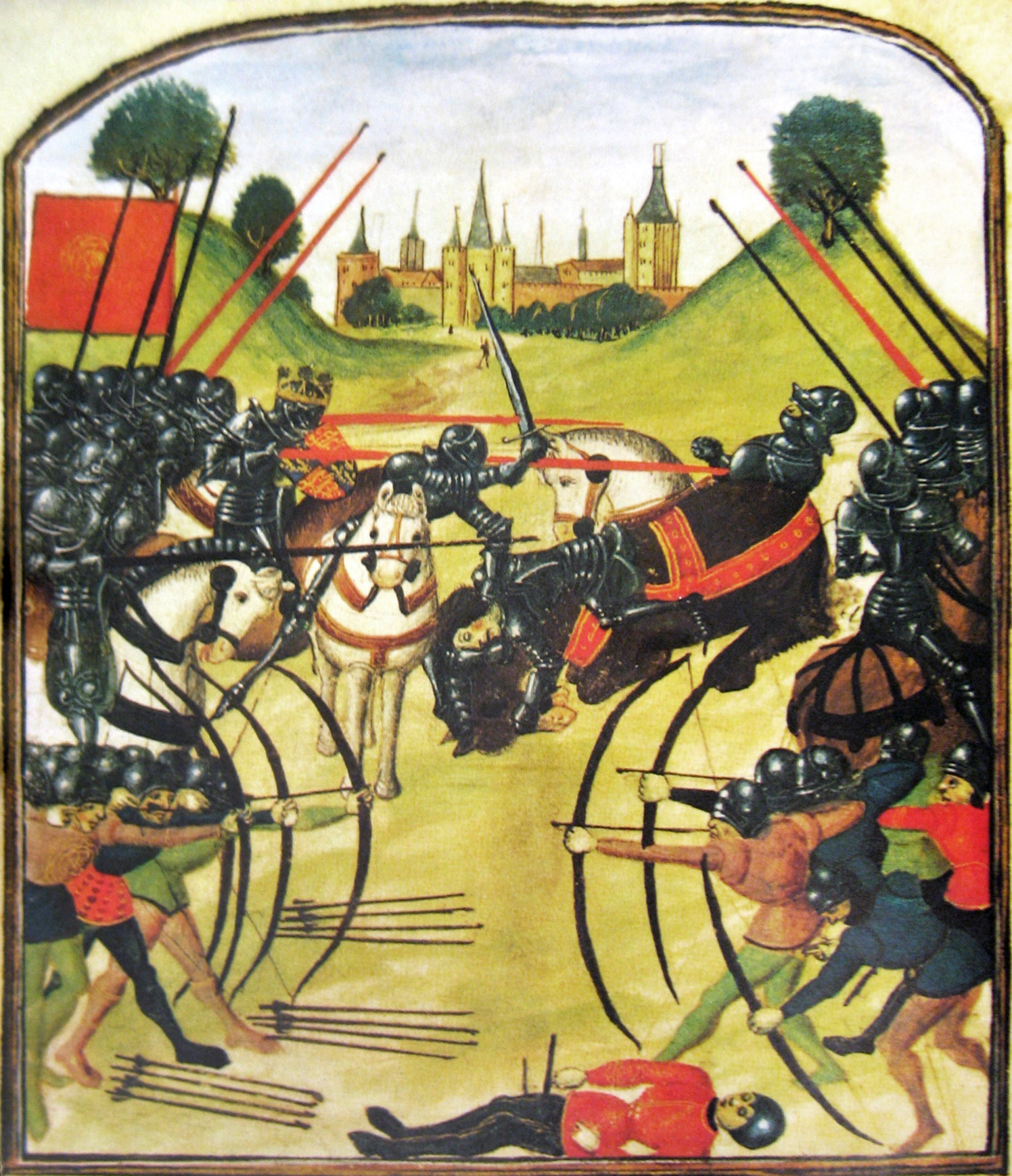
В основі твору вгадується Війна Червоної та Білої троянд

Кожен персонаж книги ретельно виписаний, а протистояння Ланністерів і Старків нагадує боротьбу Ланкастерів і Йорків. Герої неоднозначні і часто тримають у собі кілька таємниць. Якості кожного з них запам'ятовуються як сутності, що визначають їхній характер. Навіть найбільш гротескові з них акуратно вписані в історичний контекст, що додає їм достовірності. Десятки персонажів викликають найрізноманітніші почуття, від симпатії до відрази, а часом і те й інше одночасно. Одна з причин популярності роману полягає у підході автора до оповідання — спостереження за героями з декількох точок зору. Цей підхід робить картину світу складнішою і багатограннішою, забезпечує глибину сюжету і тримає читача в очікуванні продовження. Персонажі твору не ідеалізовані, серед них немає абсолютно позитивних і абсолютно негативних. При загальній «дорослості» сюжету значна частина розповіді подається з вуст дітей, яким доводиться подорослішати раніше часу. Джон Годсмен, критик журналу Time писав, що Тиріон Ланністер є найкращим персонажем у художній літературі. Як людина свого часу, скептичний і такий, що прикривається цинізмом, насправді Тиріон здатний на глибоке страждання, що робить його улюбленим персонажем серед читачів:88. Рідше лунали інші думки. Так, Сем Джордісон, критик газети Гардіан, підкресливши великий талант, з яким Мартін розкриває перед читачем внутрішній світ персонажів, вважав, що його герої дуже часто одновимірні, бляклі і морально діляться лише на два типи — добрих і злих. Хороші хлопці благородні, пишні і передбачувані. Погані — девіантні, убивають невинних людей і сміються над чужим болем, що він вважав дурним, наївним і мультяшним. Частково цю думку підтримала і The Washington Post.
Перша сотня сторінок містить велику кількість штампів, однак письменник використовує стереотипи тільки для того, щоб їх переінакшити — головні герої гинуть, а у другорядних відкриваються приховані мотиви. Цитата «У грі престолів ти або перемагаєш, або помираєш» відбиває не лише потужне почуття драми, багату постановку і складність персонажів, але й розуміння того, що в центрі історії — конфлікт брехні. Невипадково Мартін часто цитує Вільяма Фолкнера, кажучи, що написане суть історія людського серця, яке перебуває в конфлікті з самим собою. Цей конфлікт всюди помітний у циклі Льоду й Полум'я, що здавалося безпрецедентним в епічному фентезійному жанрі на момент публікації першої книги. Мартін показує моральні дилеми реальних людей, чи то вибір матері між сім'єю і обов'язком, чи старання самотнього потворного карлика вижити в суспільстві. Письменник відкрив двері для нової хвилі творчості, що досліджує темну сторону людської природи. Девіз Старків «Зима близько» висловлює суворий світогляд Півночі, нагадує про Довгу Ніч і прийдешні небезпеки:38. У міру розвитку серії ці слова набувають доленосного і фаталістичного значення. Книга викликає задоволення за рахунок швидких діалогів і атмосферної прози. У ній поєднуються кривава героїка Толкіна і лінія політичних інтриг, які змусили б, за висловом одного з рецензентів, позаздрити Мак'явеллі, кожна з численних сюжетних ниток містить десятки інших, що породжує інтригу і бажання ознайомитися з продовженням. Хоча певні лінії й завершуються, нитка загальної оповіді продовжує тягнутися в наступні томи, змушуючи читачів передбачати подальший розвиток сюжету.
Книга, як і інші романи циклу, призначена для багаторазового прочитання. Обривки ключової інформації повідомляються побіжно, поступово закладаючи передумови для подальших подій. Перше прочитання залишає багато запитань і загадок. Лише пізніше сюжетні повороти на основі цих даних набувають статусу логічних і обґрунтованих. Перший том фентезі-саги поєднує в собі інтригу, екшен і романтику. Мартін, за словами критиків, досягає нових висот в плані оповідної техніки, досконалої прози, захопливого сюжету епічного розмаху, батальних сцен та інтеграції власних політичних поглядів у твір. Письменницький стиль характеризували як «освіжаючий» і «глибоко особистий». «Гру престолів» порівнювали з романами «Дочка залізного дракона» і «Ворота Анубіса», називали темнішою версією «Колеса часу» Роберта Джордана і відзначали разючий контраст у порівнянні з роботами Девіда Еддінгса і Діна Брукса. Дана Дженнінгс, оглядач The New York Times, називає «Гру престолів» широким панорамним романом в стилі XIX століття, переданим барвистими засобами фентезі, в якому помітно більше впливу Бальзака і Діккенса, ніж Толкіна. Деякі критики були незадоволені британським виданням роману з «огидною обкладинкою», на якій був зображений схожий на коня дракон. Письменник Роберт Джордан, навпаки, похвалив оформлення, чим привернув нових читачів. На думку Publishers Weekly, в аудіокнизі нарочито проста манера читання і британський акцент оповідача додали оповіданню інтриги і приреченості. Рой Дотріс не намагався перетворювати свій голос під кожного з сотень персонажів, лише зрідка змінюючи акценти та інтенсивність мовлення.

## Адаптації
До Мартіна не раз зверталися з пропозиціями екранізації циклу «Пісні Льоду й Полум'я», але він не розглядав їх серйозно — як через можливе скорочення історії, так і через невеликі бюджети, які не могли забезпечити високий рівень постановки. «У вигаданому мною світі були величезні замки, повні драматизму ландшафти, пустелі, гори, болота, дракони, лютововки, битви багатотисячних військ, виблискуючі обладунки, хитромудра геральдика, бої на мечах, турніри та неоднозначні персонажі. Все це, природно, абсолютно не підлягало екранізації»:5. Проте врешті-решт автора надихнув ентузіазм Девіда Беніоффа і Дена Вайсса, і роман був екранізований в рамках першого сезону однойменного американського телесеріалу. Телеканал HBO виділив на його виробництво 60 млн доларів. Шон Бін виконав роль рішучого, небагатослівного і суворого глави дому Старків, якого режисер Алан Тейлор вважав моральним стрижнем першого сезону:48. Джона Сноу зіграв Кіт Герінгтон, Дейнеріс Таргарієн — Емілія Кларк, Тиріона Ланністера — Пітер Дінклейдж, Серсею Ланністер — Ліна Гіді.
Письменник був задоволений серіалом — з екранізації першої книги йому особливо сподобалася сцена, в якій Дрого порвав горло Маго, якої не було в оригіналі. Водночас він вважав, що творцям варто побоюватися «ефекту метелика», оскільки загиблий у серіалі герой знову з'явиться у «Вітрах зими». Мартін писав, що екранізація все ж повинна була брати до уваги знімальний графік і бюджет, тому сотня вогнищ світлиці з легкої руки продюсера скорочувалася до шести:4. Основна частина знімання пройшла в Північній Ірландії, вибраній через різноманітність ландшафтів цієї місцевості:7. «Гра престолів» є найпопулярнішим серіалом серед інтернет-користувачів, а його «піратська» аудиторія перевищує телевізійну. Критики прийшли до думки, що шокуючий розвиток сюжетної лінії зробив проєкт «проривним» з точки зору сценарію. Візитною карткою серіалу стали складні взаємини персонажів і безжалісність, з якою автори позбуваються героїв, яких полюбила публіка. Перший сезон, показаний 2011 року, забезпечив на телебаченні місце новому жанру — «фентезі для дорослих», а виконавець ролі Тиріона отримав премії «Еммі» і «Золотий глобус»:5.
Екранізація HBO досить близька до першоджерела (кажучи про перший сезон, Ден Вайсс зазначає, що творці серіалу в ньому «зуміли зберегти майже все, що їм дійсно сподобалось»):7, але відмінності все ж існують. Так, на сторінках першої частини циклу Нед сумнівається, чи варто приймати пост Десниці, але Кейтлін вмовляє його — у серіалі ж все навпаки. Оскільки майже вся книга «показана очима» Старків, то сюжетні лінії екранних Ланністерів були розширені. Змінився і вік багатьох персонажів. За книгою більшість героїв — діти. Сансі — одинадцять, Джофрі і Дейнеріс — тринадцять, Роббу і Джону — чотирнадцять. Їх серіальні версії набагато старші, головним чином через сексуальні сцени. Більш агресивно в плані постільних сцен показані і кхал Дрого з Дейнеріс. Головною темою серіалу стала анатомія влади. Також у ньому розкривалися ідеї особистого впливу на політику, наслідки любові, пристрасті і ненависті:7.
За мотивами циклу були випущені колекційні карткові ігри, декілька настільних ігор, календарі і картини, поварена книга. Також існують лінійки комп'ютерних ігор — стратегічна і рольова від Cyanide, а також пригодницька від Telltale Games. 2 лютого 2011 року Джордж Мартін повідомив, що до прем'єри серіалу буде приурочений вихід адаптації роману у вигляді коміксу. Роман був адаптований Деніелом Абрахамом, за художню складову відповідав Томмі Паттерсон. Подій «Гри престолів» вистачило на 25 випусків по 32 сторінки в кожному. Повідомлялося, що твір буде екранізовано у форматі індійського серіалу під назвою «Рані Махал» (укр. Рай для королеви), в якому персонажі будуть розмовляти на хінді, а фентезійні елементи виключать з сюжету. Однак згодом чутки про цей проєкт нової версії «Гри престолів» були спростовані представниками Sony Entertainment Television з Мумбаї. 2018 року одразу після анонсування дати виходу заключного сезону театр тіней Verba [Архівовано 15 листопада 2018 у Wayback Machine.] з України опублікували в своєму YouTube каналі тіньову адаптацію під назвою Легенда Льоду і Полум'я [Архівовано 16 квітня 2019 у Wayback Machine.], де команда вперше використала додатковий 3D екран.

## Українські переклади
Видавництво «Країна мрій» видало українською мовою книгу Джорджа Р. Р. Мартіна «Гра престолів» у лютому 2013 року. Переклад здійснила Наталя Тисовська.